# Cyklogeneza
Cyklogeneza – procesy prowadzące do powstania niżu barycznego. Czynnikami wpływającymi na cyklogenezę mogą być: ukształtowanie powierzchni, wilgotność powietrza i powstawanie kontrastów termicznych pod wpływem adwekcji ciepłego lub chłodnego powietrza z innych obszarów.